# Stavěšice

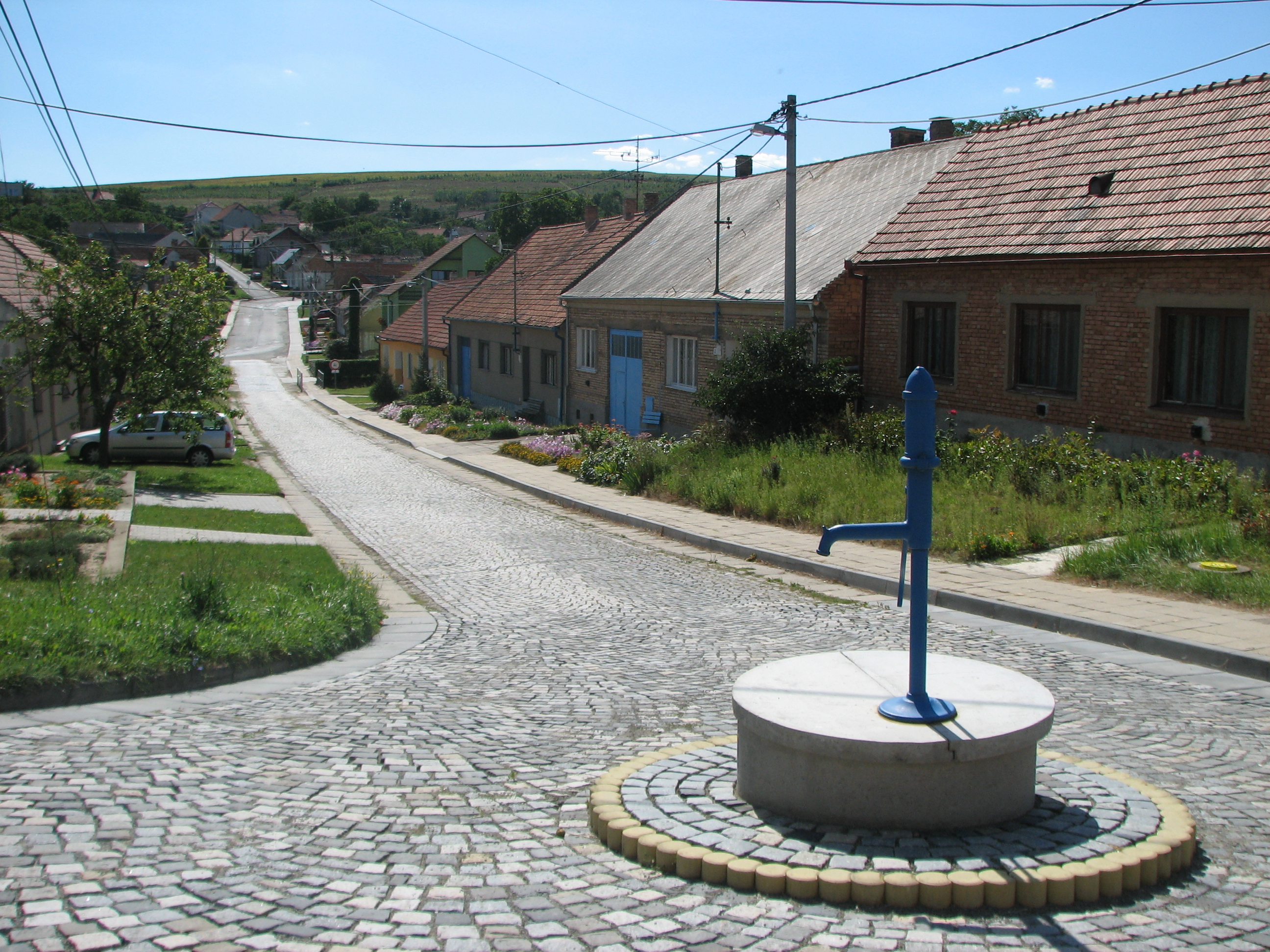
Ortsansicht mit Brunnen

Stavěšice (deutsch Stawieschitz) ist eine Gemeinde in Tschechien. Sie liegt acht Kilometer westlich von Kyjov und gehört zum Okres Hodonín.

## Geographie
Stavěšice befindet sich rechtsseitig über dem Tal des Baches Šardický potok im Hügelland Věteřovská vrchovina. Nordöstlich erhebt sich der Babí lom (417 m).
Nachbarorte sind Dražůvky im Norden, Strážovice im Nordosten, Kyjov im Osten, Svatobořice und Mistřín im Südosten, Šardice im Süden, Hovorany und Karlín im Südwesten, Nenkovice im Westen sowie Želetice im Nordwesten.

## Geschichte
Die erste schriftliche Erwähnung von Stavěšice erfolgte 1389 als Černín von Věteřov und Popovice das Dorf einschließlich der Weinberge, Wälder, der Feste und einem Freihof an die Brüder Přeček und Hrdek von Uhřice verkaufte. Die Feste wurde am Übergang von 14. zum 15. Jahrhundert während der kriegerischen Auseinandersetzungen zwischen Markgraf Jobst von Mähren und König Wenzel IV. zerstört. 1418 veräußerte der Vladike Jan von Uhřice Stavěšice mit dem Freihof und der wüsten Feste an Ondřej Sysel von Nítkovice. Von diesem kaufte 1437 Matouš Škorný den Besitz. Im Jahre 1460 ließ Jan Škorný von Černovír die Feste wieder aufbauen. Jindřich von Tučín, der Stavěšice ab 1467 besaß, reichte die Güter später an Jindřich von Choltice weiter. Die Lage des damals von Wäldern umgebenen Dorfes abseits der Haupthandelswege bewahrte Stavěšice in diesen unruhigen Zeiten vor fremden Söldnerheeren. Zugleich boten die zahlreichen Löcher (lochy) beim Anmarsch fremder Truppen einen guten Schutz. 1480 überließ Jindřich von Choltice das Dorf der Witwe nach Georg/Jiří von Landstein, die eine geborene Waldstein (Brtnická z Valdštejna) war. Sie überließ es im darauffolgenden Jahre Jan dem Jüngeren Perníčký von Ojnice. Dessen Tochter Eliška reichte ihre Hälfte von Stavěšice 1490 an ihren Schwager Mikuláš von Zástřizl weiter, der 1493 auch die von seiner Frau Anna von Ojnice ererbte andere Hälfte erhielt, und die Güter an die Herrschaft Milotice anschloss. Nach 1550 verkauften die überschuldeten Schwestern Anna, Johanka, Kateřina, Magdalina und Alina von Zástřizl die Herrschaft Milotice einschließlich Stavěšice an Wenzel von Zierotin. Dessen Neffen Friedrich, Johann Dietrich und Bartholomäus trennten Stavěšice 1566 wieder von Milotice ab und überließen es Jaroš von Zástřizl und Boskovice auf Svatobořice. Er vermachte 1583 in seinem Testament den Böhmischen Brüdern 100 Gulden zum Bau einer Kapelle in Stavěšice. Václav der Jüngere, der von 1612 bis 1632 die Herrschaft Svatobořice besaß, war der erste aus dem Geschlecht der Zástřizl, der zum Katholizismus übertrat und dies auch von seinen Untertanen verlangte. Während seiner Herrschaft verließen die Böhmischen Brüder Stavěšice. 1623 wurde das Dorf beim Einfall des siebenbürgischen Fürsten Gábor Bethlen größtenteils zerstört. Im Jahre 1656 lagen die meisten der Anwesen wüst. 1669 waren von den 37 Häusern jeweils sieben bewohnt bzw. neu besiedelt, die restlichen 23 waren verlassen. 1687 erlosch mit dem Tode von Jan Bohuš das Geschlecht Zástřizl im Mannesstamme. Seine Witwe und Erbin, Zuzana Kateřina (1637–1691), heiratete im gleichen Jahre in zweiter Ehe den 23-jährigen Walther von Dietrichstein. Nach Zuzana Kateřinas Tode erbten Karl Maximilian Graf von Thurn und Franz Karl Graf Libštejnský von Kolowrat gemeinschaftlich die Herrschaft Svatobořice. Sie verkauften diese 1692 für 50000 Gulden an die Witwe Ernestine Barbara Serényi, geborene von Löwenstein, auf Milotice. Diese überließ die Herrschaft im selben Jahre ihrem Sohn, Obersthofmeister Karl Anton Graf Serényi, der Svatobořice einschließlich Stavěšice an Milotice anschloss und der dortigen Gutsverwaltung zuordnete. Im Jahr 1790 hatte das Dorf 383 Einwohner. Nach dem Tode von Karl Graf Serényi erbte 1811 dessen einzige Tochter Christina Gräfin Choiseul d'Aillecourt den Besitz. 1819 fiel deren Erbe ihrer Tochter Franziska de Paula und deren Mann Franz Graf von Hardegg zu. 1831 und 1836 starben zahlreiche Einwohner an der Cholera. Am Platz Na Hejdách wurde 1836 eine Windmühle errichtet. Im Jahre 1848 verstarb der Grundherr Franz von Hardegg unter mysteriösen Umständen in Wien.
Nach der Aufhebung der Patrimonialherrschaften bildete Stavěšice/Stawieschitz ab 1850 eine Gemeinde in der Bezirkshauptmannschaft und dem Gerichtsbezirk Gaya. Im selben Jahre zerstörte ein Feuer die Häuser an der Straße V Cihelnách. 1857 brannten die Häuser an der Dědina nieder. 1884 übersiedelten sieben Kötterfamilien mit 32 Personen nach Kroatien. Mit der Einstellung des Kohlebergbaus in Šardice verloren 1885 auch mehrere Einwohner von Stavěšice ihr Einkommen. Nachdem Franziska de Paula von Hardegg 1885 in hohem Alter verstorben war, wurde der Milotitzer Großgrundbesitz 1888 an Franz von Seilern verkauft. 1893 brannten erneut 14 Häuser an der Straße V Cihelnách nieder. Im Jahre 1896 wurde die Metallwarenfabrik Wiktorin a spol. gegründet. Oberhalb der Fabrik errichtete der Bauer František Hlaváč im Jahre 1900 eine Ziegelei, die bis 1915 arbeitete. Die Freiwillige Feuerwehr bildete sich 1902. 1908 erfolgte der Bau der Bezirksstraße von Nenkovice nach Strážovice. Im Jahre 1923 hatte die Gemeinde 823 Einwohner. Die Windmühle brannte am 16. Februar 1924 ab. Bei der ehemaligen Ziegelei wurde 1924 eine zweite Windmühle errichtet, die ein Jahr später abbrannte. Nach dem Ende des Zweiten Weltkrieges wurde Ladislav von Seilern enteignet. Nach der Aufhebung des Okres Kyjov wurde der Ort 1960 dem Okres Hodonín zugeordnet.

## Gemeindegliederung
Für die Gemeinde Stavěšice sind keine Ortsteile ausgewiesen.

## Sehenswürdigkeiten
- Kapelle des hl. Florian, erbaut 1730 anstelle eines hölzernen Vorgängerbaus aus dem Jahre 1583